# Oostbuurt
Oostbuurt (51° 59′ N, 4° 17′ L) é uma cidade dos Países Baixos, na província de Holanda do Sul. Oostbuurt pertence ao município de Westland, e está situada a 6 km, a norte de Maassluis.
A área de Oostbuurt, que também inclui as partes periféricas da cidade, bem como a zona rural circundante, tem uma população estimada em 150 habitantes.